# Total Reality
Total Reality est un film américain réalisé par Phillip J. Roth, sorti en 1997.

## Fiche technique
Source principale de la fiche technique :
- Titre : Total Reality
- Réalisation : Phillip J. Roth
- Scénario : Robert Tossberg et Phillip J. Roth, d'après une histoire de ce dernier.
- Direction artistique :
- Musique : Jim Goodwin
- Décors :
- Costumes : Marie Blom
- Photographie : Andrés Garretón
- Son :
- Montage : Christian McIntire
- Production : Christian McIntire, Phillip J. Roth, Elizabeth Weintraub et Ken Olandt
  - production associée : Naomi Yospe, Amy Murray-Rolon et Jill Maxcy
  - Production déléguée : James Hollensteiner
- Société de production : Unified Film Organization et Deadly Dilletantes
- Distribution : New City Releasing et York Entertainment
- Budget :
- Pays de production :  États-Unis
- Format : Couleur
- Genre : action, science-fiction
- Durée : 100 minutes[2]
- Date de sortie : États-Unis : 4 avril 1997
- Interdiction : États-Unis : R pour violence et langage

## Distribution
Source principale de la distribution :
- David Bradley  : Anthony Rand
- Ely Pouget (en) : Cathy Easton
- Thomas Kretschmann : Commander Tunis
- Misa Koprova : Wingate
- Brian Faker : Frankel
- Melik Malkasian : Uriah
- Geof Prysirr : Jerry, membre du Congrès
- Michael Mendelson : John Bridges
- Anna Nicholas : Agent Wesson
- Marcus Aurelius  : Agent Smith
- Bob Morrisey : Major Prackel
- Mark McClure : Dr Gordon
- Patsy Pease (en) : Leader
- Ken Olandt : Commander Swift